# 가르다바이르
가르다바이르(아이슬란드어: Garðabær)는 아이슬란드 회뷔드보르가르스바이디에 속해 있는 지방 자치체로 면적은 76km2, 인구는 2023년 기준 18,990명이다. 최첨단 고선명 텔레비전(HDTV) 설비를 갖춘 텔레비전 스튜디오로 유명하다.

## 문화·관광
아이슬란드 유일의 이케아 매장과 코스트코 매장이 있다. 아이슬란드의 식품 가공 업체인 마렐과 의류 업체인 66노스의 본사가 위치한 도시이기도 하다. 또한 아이슬란드의 유명 어린이 프로그램인 《레이지타운》과 《레이지타운 엑스트라》의 스튜디오가 이곳에 있다.

## 교육
도시에는 아이슬란드국제학교를 포함한 7개의 학교가 있다.

## 교통
가르다바이르는 국도 제41호선을 통해 국도 제1호선과 연결된다. 남서쪽에는 케플라비크 국제공항이 있다.

## 스포츠
도시의 대표 스포츠 클럽은 스탸르난으로, 베스타데일드 카를라에서 활약했다. 스탸르난 여자 축구 대표팀은 아이슬란드 여자 축구 리그의 현 챔피언이자 지난 6번의 경기 중 4번의 금메달을 획득했다. 오두르 골프 클럽은 1990년에 설립되었으며 2006년 아이슬란드 골프 선수권 대회와 2016년 유럽 여자 아마추어 팀 선수권 대회에 참가했다.

## 출신 인물
- 작가 올라푸르 요한 시구르드손
- 핸드볼 선수 및 코치 시구르뒤르 비야르나손
- 축구 선수 가르다르 요한손
- 여자 축구 선수 군힐두르 이르사 욘스도티르

## 자매 도시
| 국가     | 도시         |
| -------- | ------------ |
| 노르웨이 | 아스케르     |
| 덴마크   | 루데르스달시 |
| 스웨덴   | 에슬뢰브     |
| 핀란드   | 피에타르사리 |

## 갤러리

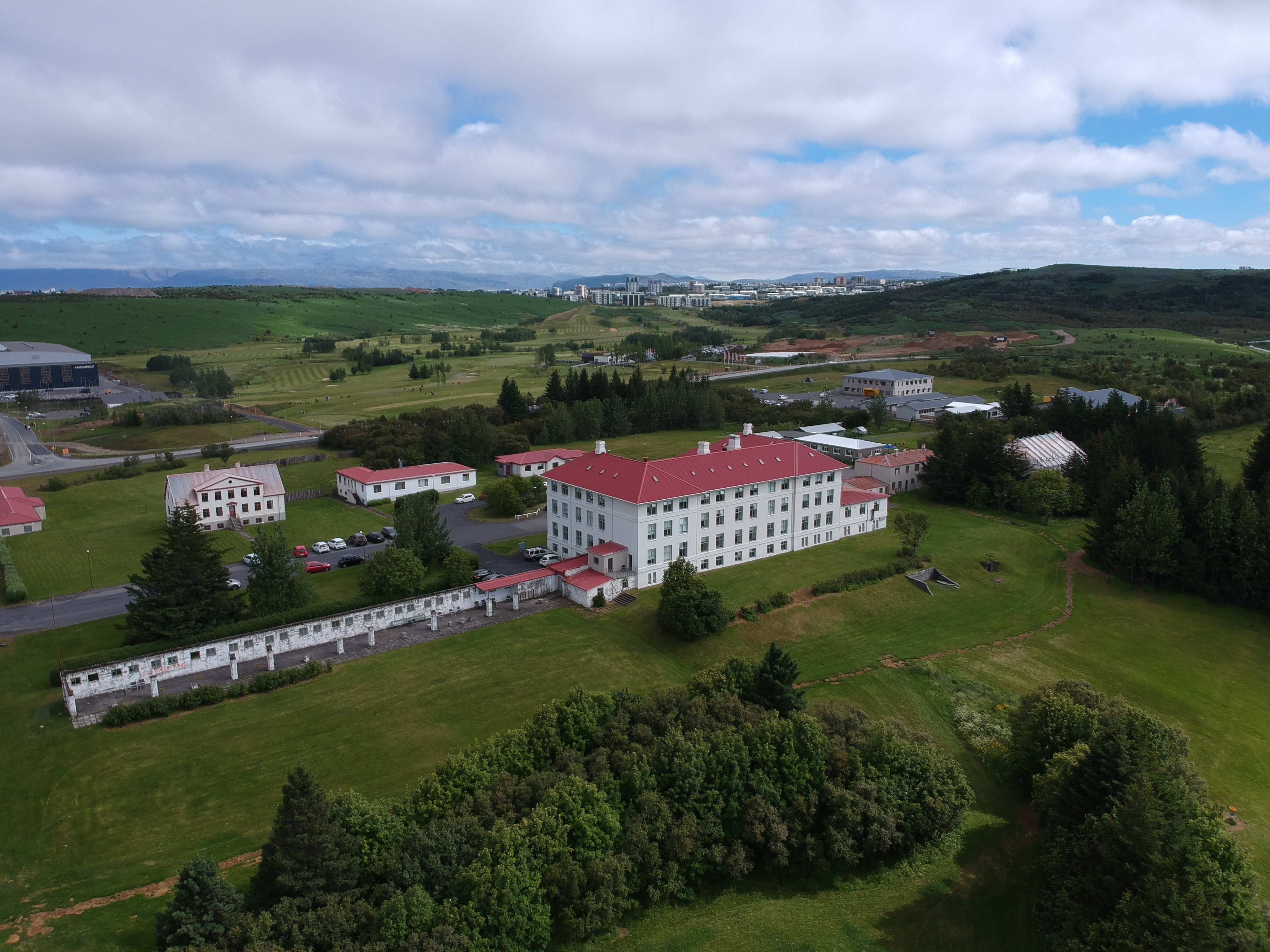
가르다바이르 외곽
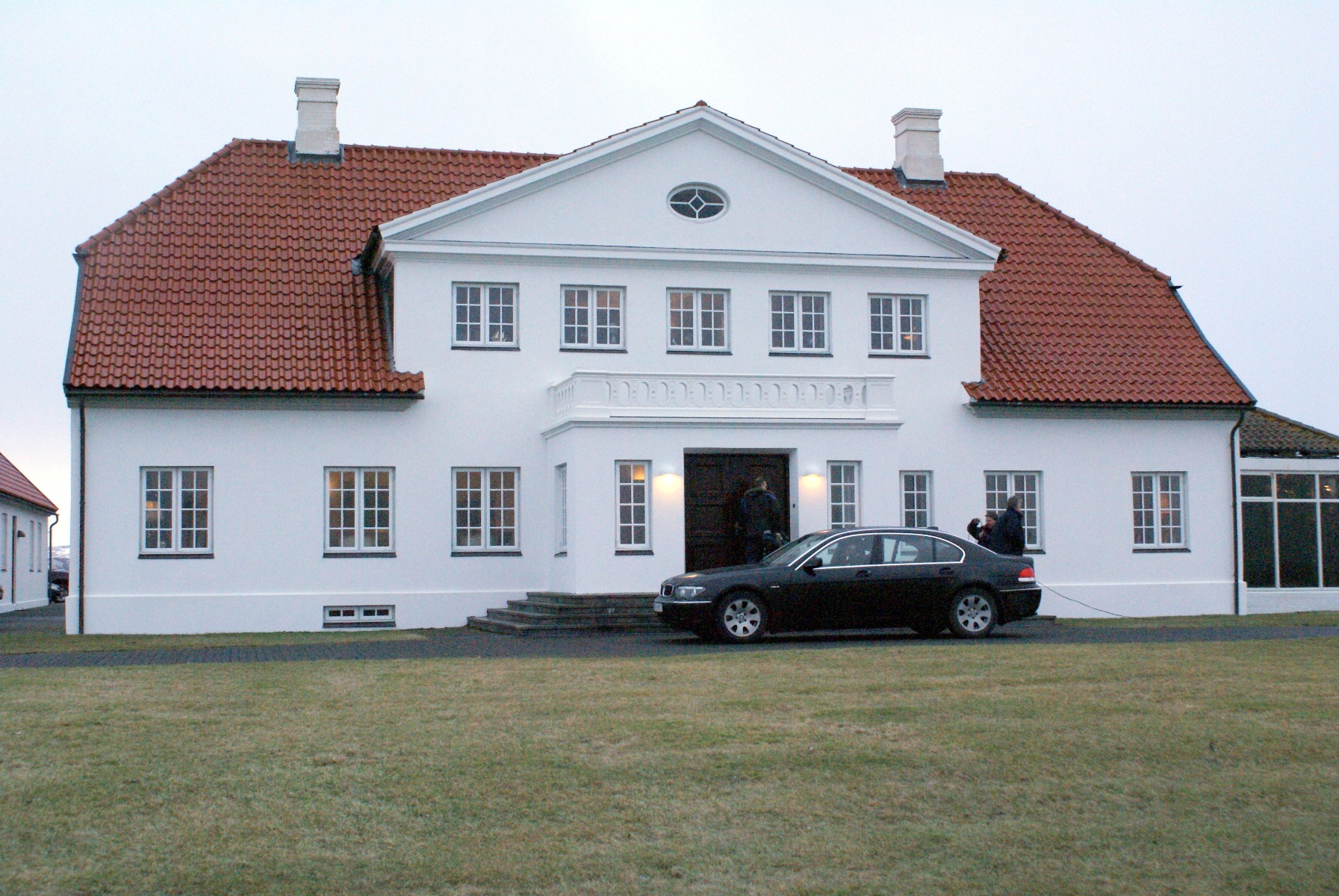
베사스타디르 저택
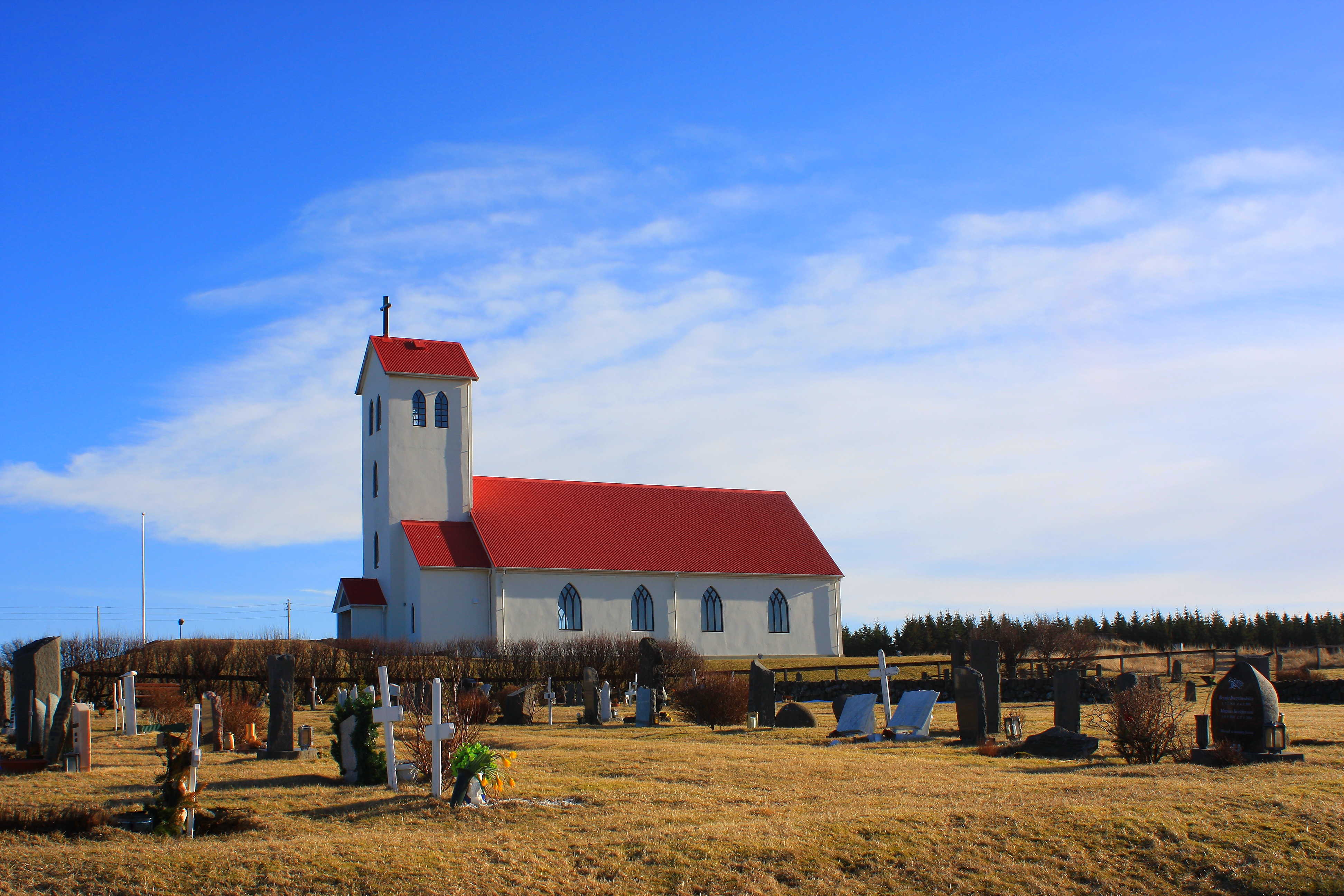
가르다키르캬와 공동묘지